# Andøya
Andøya (sami septentrional: Ánddásoulu) és l'illa més septentrional de l'arxipèlag de les Vesterålen, situada a uns 300 quilòmetres del cercle polar àrtic. Andøya està situada al municipi d'Andøy al comtat de Nordland, Noruega. Els principals centres de població de l'illa inclouen Andanes, Bleik i Risøyhamn.
L'illa té una superfície de 489 quilòmetres quadrats, pel que és la desena illa més gran de Noruega. L'illa està connectada a la veïna illa de Hinnøya per un pont. L'Andfjorden es troba a l'est de l'illa. El mar de Noruega es troba a l'oest i al nord.
Les nombroses zones de torberes a Andøya s'utilitzen per a la producció extensiva de la torba. Andøya també és ben coneguda per les seves mores. A més de les àrees de pantà planes i en gran manera contínua, Andøya també es compon de serres escarpades que aconsegueixen fins a 700 metres d'alçada. El fort pic de Kvasstinden és el punt més alt de l'illa a 705 metres.

## Galeria

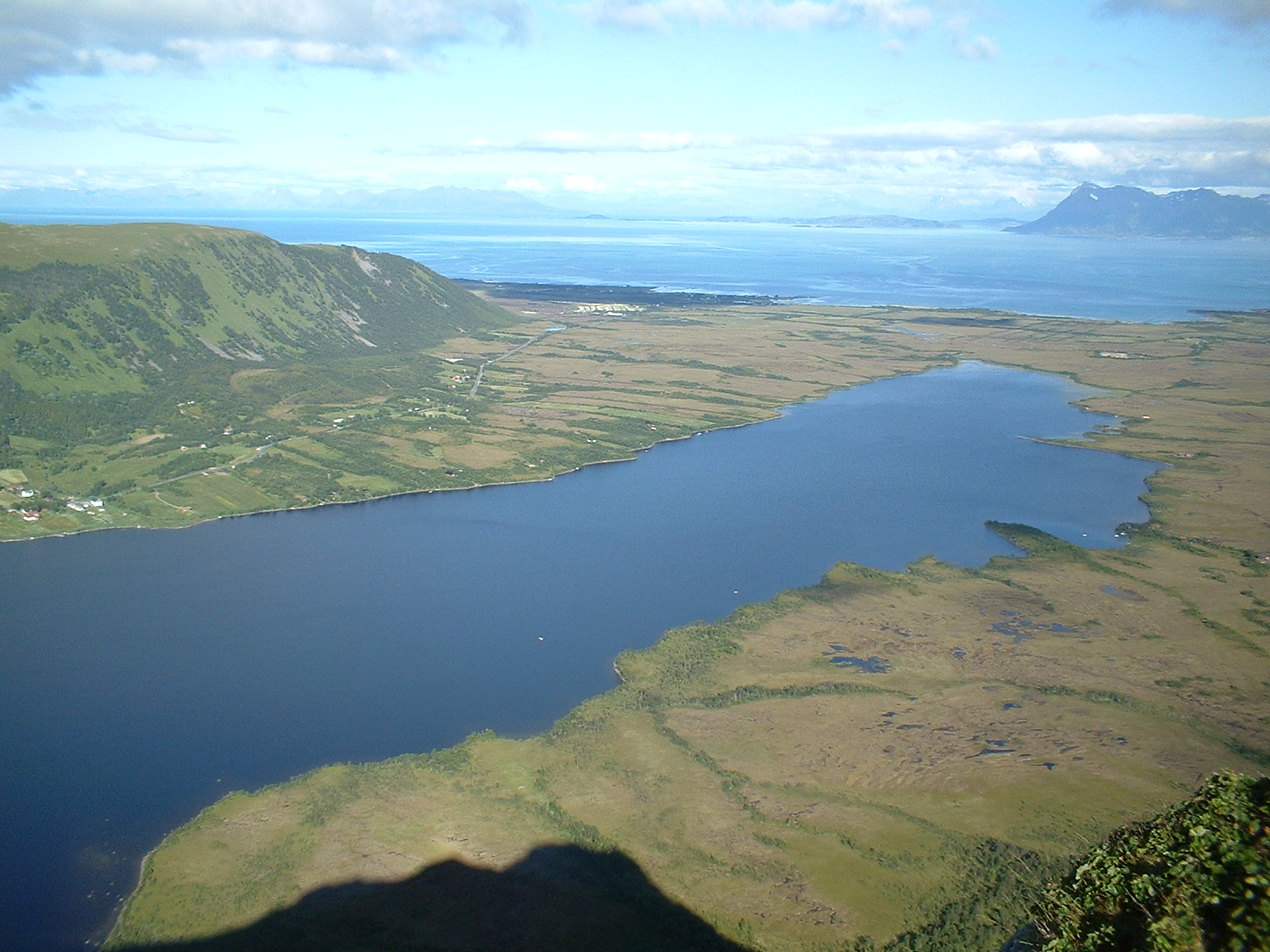
Vista d'Ånes (desembocant al mar)
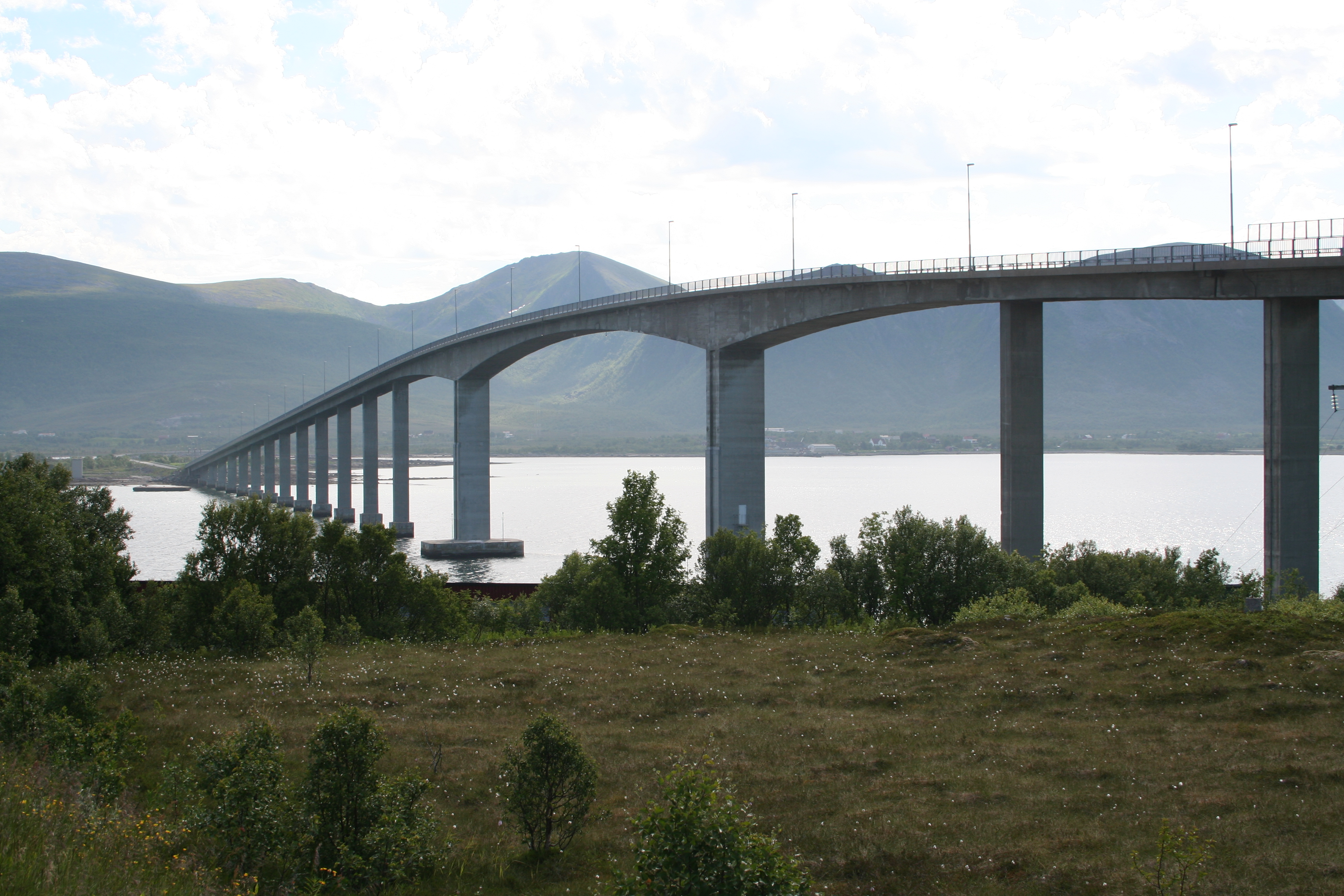
El pont que connecta Andøya i Hinnøya